# Buddy Shuman 250 1965
Buddy Shuman 250 1965 var ett stockcarlopp ingående i Nascar Grand National Series (nuvarande Nascar Cup Series) som kördes 10 september 1965 på den 0,4 mile (643,737 m) långa ovalbanan Hickory Motor Speedway i Hickory, North Carolina. Totalt avverkades 100 miles (160,934 km) fördelat på 250 varv. Banunderlaget var dirt. Loppet vanns av Richard Petty i en Plymouth på tiden 1:20.41 med en medelhastighet på 74,365 mph körandes för Petty Enterprises. Det var Pettys 39:e vinst av totalt 200 i karriären. Prispotten uppgick till 5 340 dollar, varav 1 200 dollar gick till segraren. Loppet är uppkallat efter stockcarföraren Buddy Shuman som dog i en hotellbrand 13 november 1955.

## Resultat
| Plc     | Nr | Förare          | Team/ bilägare      | Konstruktör | Start | Varv | Ledda varv |
| ------- | -- | --------------- | ------------------- | ----------- | ----- | ---- | ---------- |
| 1       | 43 | Richard Petty   | Petty Enterprises   | Plymouth    | 5     | 250  | 40         |
| 2       | 6  | David Pearson   | Cotton Owens        | Dodge       | 4     | 250  | 21         |
| 3       | 11 | Ned Jarrett     | Bondy Long          | Ford        | 7     | 248  | 0          |
| 4       | 26 | Junior Johnson  | Junior Johnson      | Ford        | 1     | 248  | 188        |
| 5       | 19 | J.T. Putney     | Herman Beam         | Chevrolet   | 8     | 246  | 0          |
| 6       | 49 | G.C. Spencer    | G.C. Spencer        | Ford        | 17    | 244  | 0          |
| 7       | 1  | Paul Lewis      | Paul Lewis          | Ford        | 6     | 242  | 0          |
| 8       | 2  | Doug Cooper     | Bob Cooper          | Chevrolet   | 13    | 241  | 0          |
| 9       | 55 | Tiny Lund       | Lyle Stelter        | Ford        | 24    | 238  | 0          |
| 10      | 9  | Darel Dieringer | Roy Tyner           | Chevrolet   | 10    | 235  | 0          |
| 11      | 68 | Bob Derrington  | Bob Derrington      | Ford        | 14    | 232  | 0          |
| 12      | 88 | Buddy Baker     | Buck Baker          | Dodge       | 22    | 231  | 0          |
| 13      | 38 | Wayne Smith     | Archie Smith        | Chevrolet   | 20    | 230  | 0          |
| 14      | 89 | Neil Castles    | Buck Baker          | Oldsmobile  | 25    | 230  | 0          |
| 15      | 29 | Dick Hutcherson | Holman-Moody Racing | Ford        | 3     | 194  | 1          |
| 16      | 00 | Elmo Langley    | Emory Gilliam       | Ford        | 12    | 67   | 0          |
| 17      | 53 | Jimmy Helms     | David Warren        | Ford        | 16    | 56   | 0          |
| 18      | 75 | Gene Black      | C.L. Crawford       | Ford        | 23    | 53   | 0          |
| 19      | 34 | Wendell Scott   | Wendell Scott       | Ford        | 9     | 51   | 0          |
| 20      | 59 | Tom Pistone     | Glen Sweet          | Ford        | 11    | 38   | 0          |
| 21      | 20 | Clyde Lynn      | Clyde Lynn          | Ford        | 5     | 35   | 0          |
| 22      | 2  | Curtis Turner   | Junior Johnson      | Ford        | 2     | 35   | 0          |
| 23      | 99 | Joe Holder      | Gene Hobby          | Dodge       | 21    | 35   | 0          |
| 24      | 97 | Henley Gray     | Gene Cline          | Ford        | 19    | 31   | 0          |
| 25      | 62 | Buddy Arrington | Buddy Arrington     | Dodge       | 18    | 16   | 0          |
| 26      | 64 | Jack Ingram     | Elmo Langley        | Ford        | 26    | 4    | 0          |
| Källor: |    |                 |                     |             |       |      |            |